# Palais de Beniel
 (juillet 2025).
 (août 2017).
Si vous disposez d'ouvrages ou d'articles de référence ou si vous connaissez des sites web de qualité traitant du thème abordé ici, merci de compléter l'article en donnant les références utiles à sa vérifiabilité et en les liant à la section « Notes et références ».

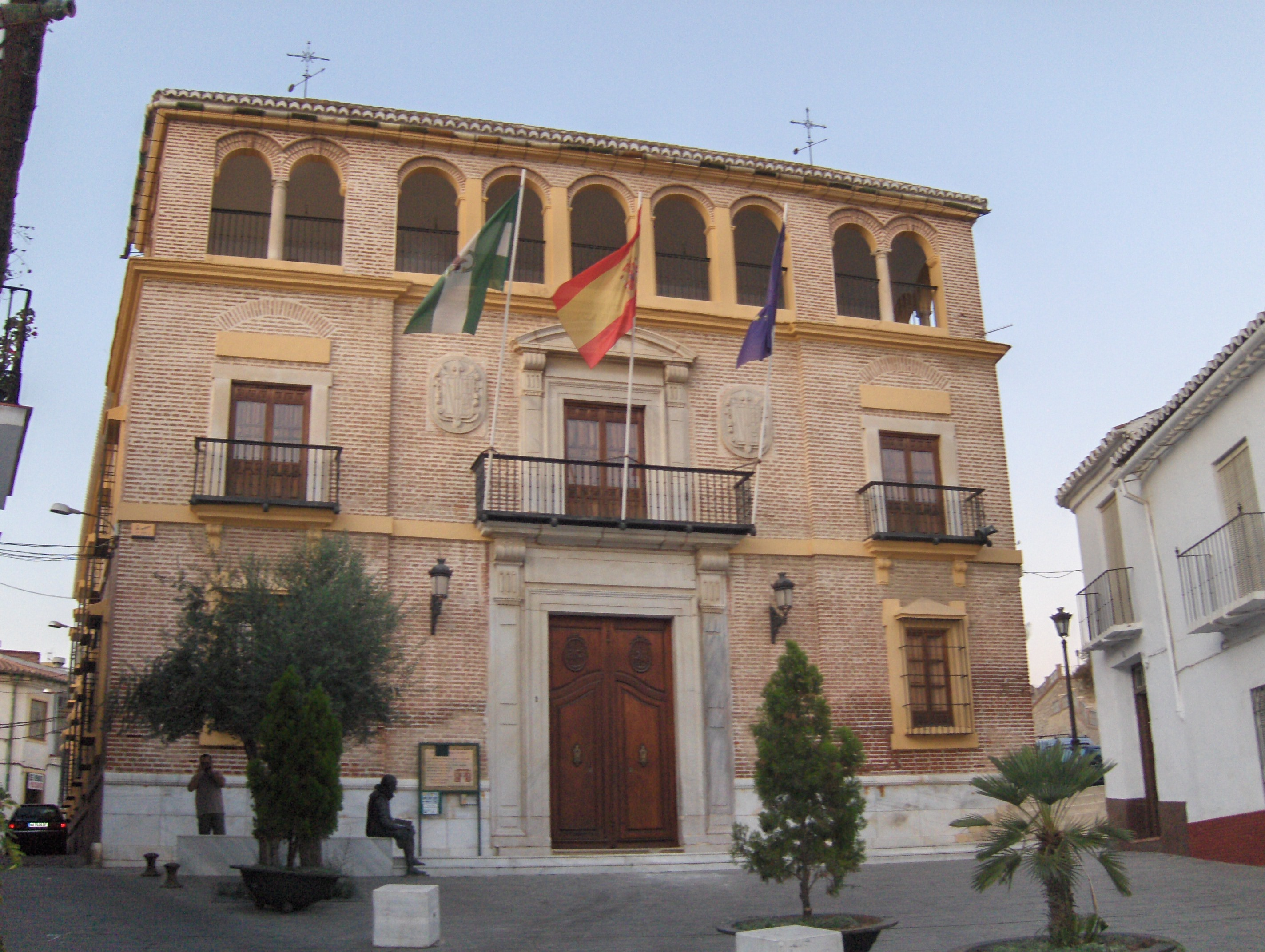
Palais des Marquis de Beniel, province de Malaga, Espagne.

Le palais des Marquis de Beniel (espagnol : Palacio del Marqués de Beniel) est le bâtiment civil le plus important de la ville[réf. nécessaire] de Vélez-Málaga, dans la province de Málaga.

## Histoire
Ce bâtiment tire son origine de l'union de deux familles, les Molina de Murcie et les Medrano de Soria.
Le 20 janvier 1536 à Saint-Sébastien, Antonio de Molina, aidé de quatre autres cavaliers, tue Alonso Carrillo de Peignoir. Cela a pour conséquence de l'obliger à fuir la ville et de se réfugier à Vélez-Málaga. C'est donc comme cela que les relations entre Beniel et Vèlez ont commencé[réf. nécessaire]. Antonio est le fils d'Alonso de Molina, Juré de la Ville de Murcie et cavalier renommé, et de Loeonor Rodríguez de Carrión.
Là, Antonio de Molina se marie avec María de Medrano, fille du gouverneur Juan de Medrano et de Francisca de Barrionuevo, tous deux originaires de Soria et arrivés à Vèlez au XVe siècle à la suite de la conquête de Grenade. Antonio est devenu maire de la ville (regidor) en 1562, jusqu'au 31 janvier 1570 lorsqu'il délègue ses fonctions à son ainé, Juan. Tous les deux ont été capitaine de la garde et défenseur de la ville lors de la rébellion des Moriscos.
Un des autres fils d'Antonio, Alonso de Molina de Medrano (1549-1616) est allé selon certains auteurs[Qui ?] à l'école majeure de Séville.Cela rentre en contradiction avec son dossier de l'Cavalier de Santiago, où il apparait des références aux preuves de la propreté de son sang[Quoi ?] qui ne sont faites que si la personne souhaite intégrer l'école de Grenade [Laquelle ?]. Il a été nommé Inquisiteur de Cordoue et de Saragosse, où il se trouve en 1591 au moment de la révolte populaire, déclenchée par l'incarsération d'Antonio Pérez et Juan Francisco Mayorini. Il a joué un rôle décisif durant cette révolte [Lequel ?], car par la suite, il a été promu au Conseil Réel d'Indiennes[Quoi ?] en 1592 et a été nommé Cavalier de Santiago. Il a aussi été comendador de Benazusa et de Villafranca, conseiller de la Caméra d'Indiennes et ambassadeur espagnol à Lisbonne en 1601[réf. nécessaire]. Il s'est marié avec Francisca d'Hinojosa et Montalvo, avec qui il n'a pas eu d'enfants.
Alonso Molina de Medrano a fait construire une résidence dans la ville. Le projet débute en 1609, après la signature du contrat à Málaga. Les plans sont confiés à Luis Tello Eraso bien qu'il n'ait pas participé à leur élaboration. Les travaux durent de janvier 1610 à juillet 1612, date à laquelle le bâtiment est quasiment terminé. Les derniers travaux sont effectués en 1916 et consistent en la réparation du toit principal du bâtiment. Le coût final a été de 3275 Ducats.
Comme Alonso n'avait aucun fils, la conservation de son patrimoine s'est fait par majorat et ce patrimoine a été légué à ses neveux, marquis de Beniel. Alonso meurt à Madrid en 1616. Ses restes sont déplacés dans le caveau familial à la chapelle majeure[Quoi ?] du Réel Couvent de Francisco de Vélez-Málaga, qui fait partie également du majorat familial.
En 1861 à Alicante, Escolástica Palavicino, marquise veuve de Beniel et Peñacerrada, lègue le palais de son mari, Antonio Pascual, marquis de Beniel et Peñacerrada à Juan Nepomuceno Enríquez, voisin de  et député provincial de Vélez-Málaga.

## Utilisation ultérieure
Cette propriété municipale a eu des multiples usages [Quand ?]: local de vente (alhóndiga), Institut Libre Municipal de Deuxième Enseignement en 1871. À partir de 1877 se sont rajouter un tribunal, l'État Civil, les services de la poste espagnole et le Batallón de Infantería de Dépôt[Quoi ?]. De 1899 à 1982, le bâtiment abrite la mairie de la ville.
En 1988 ce bâtiment est totalement restauré et est utilisé comme siège de la Fondation María Zambrano, où il est possible de visiter aujourd'hui les fonds de la pensée[Quoi ?], lesquels ont été des donations à la ville, ainsi que sa magnifique bibliothèque. Il héberge aussi l'adjoint au maire de Vélez-Málaga chargé de la culture et son cabinet.

## Description
En se positionnant devant le palais, il est possible d'observer les armoiries du marquis[Lequel ?] au-dessus de l'entrée principale. Artistiquement, le portail manieriste du bâtiment  est clairement influencé par les œuvres de Sebastían de Serlio, pour lequel Molina Medrano a dû avoir une forte admiration. En effet, ce dernier apprécie le caractère protobarroco[réf. nécessaire]. Il est aussi possible d'observer une échelle imperiale couverte de caractère renaissance et deux plantes sous un auvent. Dans la cour se trouvent des colonnes, d'une seule pièce en pierre qui soutiennent des arcs de moyen point classique et traditionnel mudéjar réactivée en le baroque[incompréhensible], des balcons en fer forgé. L'intérieur présente des objets artisanaux en bois sculpté de l'entrée au premier étage du bâtiment.
Il compte également une salle d'exposition permanente et quelques archives municipales (documents historiques, photographies, journaux et autres attestations représentatives du passé de Vélez-Málaga). Le bâtiment a une salle consacrée au poète et peintre veleño Joaquín Lobato, qui aussi donó tout son patrimoine à la mairie. Dans la salle ils se montrent les travaux réalisés par les écoliers sur l'auteur.
Il est aussi possible de trouver dans la cour centrale quelques-uns des restes trouvés durant les fouilles de la commune. Dans le bâtiment, des cérémonies peuvent être célébrées (mariages par exemple). Il sert aussi comme bureau de vote lors d'élections locales ou nationales. La mairie est reliée au Centre d'Études de l'Exil, ayant une salle de réunion avec une capacité de 250 personnes.